# Чемпіонат Німеччини з футболу серед жінок
Жіноча Бундесліга (нім. Frauen-Bundesliga) — вища ліга футбольного чемпіонату Німеччини серед жіночих команд. Бундесліга була заснована в 1990 році Німецькою футбольною асоціацією за аналогом чоловічої Бундесліги. До того з 1973 року проводився чемпіонат Німеччини, в якому чемпіон країни визначався між переможцями регіональних ліг.

## Історія
Чемпіонат Німеччини з футболу серед жінок вперше відбувся в сезоні 1973/74 роках і до сезону 1989/90 років включно проходив у форматі плей-оф серед 16 найкращих регіональних команд.

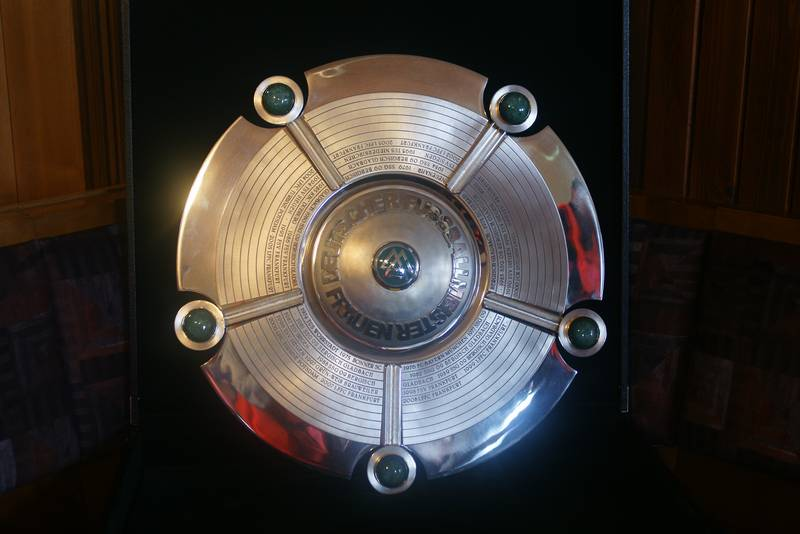
Трофей чемпіона

Бундесліга як перша загальнонаціональна ліга була створена перед сезоном 1990/91 років і спочатку складалась із двох груп по 10 команд, через що плей-оф все ще проводився наприкінці сезону. У 1991–92 роках один клуб з колишньої Східної Німеччини був допущений до кожного дивізіону Бундесліги, проте обидва були виведені в кінці сезону.
З сезону 1997/98 Бундесліга була скорочена до однієї групи з дванадцяти команд, в результаті чого плей-оф було скасовано, а чемпіоном країни ставала команда, що займала перше місце.

## Чемпіони

### Фінал чемпіонатів Німеччини 1974—1997
| Сезон                    | Чемпіон                        | Фіналіст                 | Рахунок       | Дата                          | Місце проведення                  | Чемпіон НДР                 |
| ------------------------ | ------------------------------ | ------------------------ | ------------- | ----------------------------- | --------------------------------- | --------------------------- |
| 1973/74                  | «Веррштадт»                    | «Айнтрахт» (Ерле)        | 4:0           | 8 вересня 1974                | Майнц                             |                             |
| 1974/75                  | «Боннер»                       | «Баварія»                | 4:2           | 15 червня 1975                | Бад-Годесберг                     |                             |
| 1975/76                  | «Баварія»                      | «Теніс Боруссія»         | 4:2           | 20 червня 1976                | Зіген                             |                             |
| 1976/77                  | «Бергіш-Гладбах»               | «Оберст Шиль»            | 0:0 1:0       | 18 червня 1977 25 червня 1977 | Бергіш-Гладбах Франкфурт-на-Майні |                             |
| 1977/78                  | «Бад-Ноєнар»                   | «Еллас» (Марпінген)      | 2:0 0:1       | 17 червня 1978 25 червня 1978 | Бад-Ноєнар Еппельборн             |                             |
| 1978/79                  | «Бергіш-Гладбах»               | «Баварія»                | 3:2 1:0       | 17 червня 1979 24 червня 1979 | Мюнхен Бергіш-Гладбах             | «Мотор Мітте»               |
| 1979/80                  | «Бергіш-Гладбах»               | «КБК Дуйсбург»           | 5:0           | 15 червня 1980                | Бергіш-Гладбах                    | «Вісмут» (Карл-Маркс-Штадт) |
| 1980/81                  | «Бергіш-Гладбах»               | «Теніс Боруссія»         | 4:0           | 20 червня 1981                | Бергіш-Гладбах                    | «Турбіне» (Потсдам)         |
| 1981/82                  | «Бергіш-Гладбах»               | «Баварія»                | 6:0           | 17 червня 1982                | Бергіш-Гладбах                    | «Турбіне» (Потсдам)         |
| 1982/83                  | «Бергіш-Гладбах»               | «Теніс Боруссія»         | 6:0           | 25 червня 1983                | Бергіш-Гладбах                    | «Турбіне» (Потсдам)         |
| 1983/84                  | «Бергіш-Гладбах»               | «ФСВ Франкфурт»          | 3:1           | 30 червня 1984                | Франкфурт-на-Майні                | «Мотор» (Галле)             |
| 1984/85                  | «КБК Дуйсбург»                 | «Баварія»                | 1:0           | 30 червня 1985                | Дуйсбург                          | «Турбіне» (Потсдам)         |
| 1985/86                  | «ФСВ Франкфурт»                | «Бергіш-Гладбах»         | 5:0           | 28 червня 1986                | Бергіш-Гладбах                    | «Турбіне» (Потсдам)         |
| 1986/87                  | «Шпортфройнде» (Зіген)         | «ФСВ Франкфурт»          | 2:1           | 28 червня 1987                | Зіген                             | «Ротатіон» (Шлема)          |
| 1987/88                  | «Бергіш-Гладбах»               | «КБК Дуйсбург»           | 0:0, пен. 5:4 | 26 червня 1988                | Бергіш-Гладбах                    | «Ротатіон» (Шлема)          |
| 1988/89                  | «Бергіш-Гладбах»               | «Арбах»                  | 2:0           | 8 липня 1989                  | Монтабаур                         | «Турбіне» (Потсдам)         |
| 1989/90                  | «Шпортфройнде» (Зіген)         | «Бергіш-Гладбах»         | 3:0           | 24 червня 1990                | Зіген                             | «Пост» (Росток)             |
| Фінал плей-оф Бундесліги |                                |                          |               |                               |                                   |                             |
| 1990/91                  | «Шпортфройнде» (Зіген)         | «ФСВ Франкфурт»          | 2:1           | 16 червня 1991                | Зіген                             | «Єна»                       |
| 1991/92                  | «Шпортфройнде» (Зіген)         | «Грюн-Вайс» (Браувайлер) | 2:0           | 28 червня 1992                | Зіген                             |                             |
| 1992/93                  | «Нідеркірхен»                  | «Шпортфройнде» (Зіген)   | 2:1 д.ч.      | 20 червня 1993                | Лімбургергоф                      |                             |
| 1993/94                  | «Шпортфройнде» (Зіген)         | «Грюн-Вайс» (Браувайлер) | 1:0           | 19 червня 1994                | Пульгайм                          |                             |
| 1994/95                  | Франкфурт (Франкфурт-на-Майні) | «Грюн-Вайс» (Браувайлер) | 2:0           | 14 травня 1995                | Пульгайм                          |                             |
| 1995/96                  | «Шпортфройнде» (Зіген)         | «Праунгайм»              | 1:0           | 2 червня 1996                 | Франкфурт-на-Майні                |                             |
| 1996/97                  | «Грюн-Вайс» (Браувайлер)       | «Румель-Кальденгаузен»   | 1:1, 5:3 пен. | 8 червня 1997                 | Дуйсбург                          |                             |

### Призери Бундесліги з сезону 1997/98
| Сезон   | Чемпіон             | Віце-чемпіон        | 3 місце                | 4 місце                   |
| ------- | ------------------- | ------------------- | ---------------------- | ------------------------- |
| 1997/98 | «ФСВ Франкфурт»     | «Праунгайм»         | «ФКР 2001 Дуйсбург»    | «Грюн-Вайс» (Браувайлер)  |
| 1998/99 | «Франкфурт»         | «ФКР 2001 Дуйсбург» | «Шпортфройнде» (Зіген) | «Турбіне» (Потсдам)       |
| 99/2000 | «ФКР 2001 Дуйсбург» | «Франкфурт»         | «Шпортфройнде» (Зіген) | «Турбіне» (Потсдам)       |
| 2000/01 | «Франкфурт»         | «Турбіне» (Потсдам) | «ФКР 2001 Дуйсбург»    | «Браувайлер Пульгайм»     |
| 2001/02 | «Франкфурт»         | «Турбіне» (Потсдам) | «ФКР 2001 Дуйсбург»    | «Баварія»                 |
| 2002/03 | «Франкфурт»         | «Турбіне» (Потсдам) | «ФКР 2001 Дуйсбург»    | «Хайке Райне»             |
| 2003/04 | «Турбіне» (Потсдам) | «Франкфурт»         | «Хайке Райне»          | «ФКР 2001 Дуйсбург»       |
| 2004/05 | «Франкфурт»         | «ФКР 2001 Дуйсбург» | «Турбіне» (Потсдам)    | «Баварія»                 |
| 2005/06 | «Турбіне» (Потсдам) | «ФКР 2001 Дуйсбург» | «Франкфурт»            | «Бад-Ноєнар»              |
| 2006/07 | «Франкфурт»         | «ФКР 2001 Дуйсбург» | «Турбіне» (Потсдам)    | «Баварія»                 |
| 2007/08 | «Франкфурт»         | «ФКР 2001 Дуйсбург» | «Турбіне» (Потсдам)    | «Баварія»                 |
| 2008/09 | «Турбіне» (Потсдам) | «Баварія»           | «ФКР 2001 Дуйсбург»    | «Франкфурт»               |
| 2009/10 | «Турбіне» (Потсдам) | «ФКР 2001 Дуйсбург» | «Франкфурт»            | «Баварія»                 |
| 2010/11 | «Турбіне» (Потсдам) | «Франкфурт»         | «ФКР 2001 Дуйсбург»    | Гамбург (футбольний клуб) |
| 2011/12 | «Турбіне» (Потсдам) | «Вольфсбург»        | «Франкфурт»            | «ФКР 2001 Дуйсбург»       |
| 2012/13 | «Вольфсбург»        | «Турбіне» (Потсдам) | «Франкфурт»            | «Баварія»                 |
| 2013/14 | «Вольфсбург»        | «Франкфурт»         | «Турбіне» (Потсдам)    | «Баварія»                 |
| 2014/15 | «Баварія»           | «Вольфсбург»        | «Франкфурт»            | «Турбіне» (Потсдам)       |
| 2015/16 | «Баварія»           | «Вольфсбург»        | «Франкфурт»            | «Фрайбург»                |
| 2016/17 | «Вольфсбург»        | «Баварія»           | «Турбіне» (Потсдам)    | «Фрайбург»                |
| 2017/18 | «Вольфсбург»        | «Баварія»           | «Фрайбург»             | «Турбіне» (Потсдам)       |
| 2018/19 | «Вольфсбург»        | «Баварія»           | «Турбіне» (Потсдам)    | «Ессен»                   |
| 2019/20 | «Вольфсбург»        | «Баварія»           | «Гоффенгайм»           | «Турбіне» (Потсдам)       |
| 2020/21 | «Баварія»           | «Вольфсбург»        | «Гоффенгайм»           | «Турбіне» (Потсдам)       |
| 2021/22 | «Вольфсбург»        | «Баварія»           | «Айнтрахт»             | «Турбіне» (Потсдам)       |
| 2022/23 | «Баварія»           | «Вольфсбург»        | «Айнтрахт»             | «Гоффенгайм»              |
| 2023/24 | «Баварія»           | «Вольфсбург»        | «Айнтрахт»             | «Гоффенгайм»              |
| 2024/25 | «Баварія»           | «Вольфсбург»        | «Айнтрахт»             | «Баєр 04»                 |

### Чемпіони Бундесліги
| Місце | Клуб                   | Чемпіонств | Віце-чемпіонств | Останній титул |
| ----- | ---------------------- | ---------- | --------------- | -------------- |
| 1     | «Вольфсбург»           | 7          | 7               | 2022           |
| 2     | «Айнтрахт» (Франкфурт) | 7          | 4               | 2008           |
| 3     | «Баварія»              | 6          | 6               | 2025           |
| 4     | «Турбіне» (Потсдам)    | 6          | 4               | 2012           |
| 5     | «Шпортфройнде»         | 4          | 1               | 1996           |
| 6     | ФСВ «Франкфурт»        | 2          | –               | 1998           |
| 7     | «ФКР 2001 Дуйсбург»    | 1          | 6               | 2000           |
| 8     | «Кельн»                | 1          | 3               | 1997           |
| 9     | «Нідеркірхен»          | 1          | –               | 1993           |
|       |                        |            |                 |                |